# Миронов, Алексей Григорьевич
Алексе́й Григо́рьевич Миро́нов (14 (26) марта 1892, Трубино, Малоярославецкий уезд, Калужская губерния — 17 июня 1964, Москва) — советский библиофил, букинист и книгоиздатель.

## Биография
Родился 14 (26) марта 1892 в селе Трубино Калужской губернии. В 1905 году переехал в Москву, где работал в книжных магазинах — в том числе, магазине Живарева, магазине «Образование» и других. В 1918—1923 годах был руководителем книжного издательства «Светлана», в 1921—1922 годах — московского отделения Комитета популяризации художественных изданий при Российской академии истории материальной культуры. Был активным членом Русского общества друзей книги. В 1930-х годах — заведующий литературно-художественным отделом книжного сектора МОГИЗа. В 1934 году основал и в течение многих лет возглавлял букинистический магазин «Пушкинская лавка» в проезде Художественного Театра, 5. Был экспертом по русским книжным изданиям XVIII—XIX веков, автор многих публикаций на эту тему. Участвовал в подборе книг для многих государственных и частных библиотек. С 1923 по 1964 годы жил на улице Большая Ордынка в доме № 13/9. Скончался в Москве 17 июня 1964 года.